# Muhammad Arif
Muhammad Arif (geb. 1901; gest. 1976) war ein Scheich der Nakschibendi- und Schadhili-Sufiorden (ṭuruq), der lange Zeit in Makhachkala, der Hauptstadt Dagestans, lebte und weit über ihre Grenzen hinaus von Vertretern aller Völker der Republik respektiert wurde. Er war ein Sohn des Nakschibendi- und Schadhili-Scheichs Hasan b. Muhammad al-Qakhi (Kakhibskii, 1852–1937) aus dem Dorf Qakhib, dem Nachfolger von Shu‘ayb al-Bagini (1953-1909), der von der OGPU im Dezember 1937 erschossen worden war. Die Nordkaukasische Islamische Universität Scheich Muhammad Arif, eine in der Tradition der schafiitischen Rechtsschule (maḏhab) stehende religiöse Bildungseinrichtung, wurde nach Scheich Muhammad Arif benannt. Auf ihn ging die Silsila des Sufi-Scheichs Said Afandi al-Tschirkawi (1937–2012) zurück.